# روبرت برويلز
روبرت برويلز (بالإنجليزية: Robert Broyles)‏ مواليد 20 يناير 1933 في سبارتا (تينيسي)، الولايات المتحدة - الوفاة 12 فبراير 2011 في لوس أنجلوس، هو ممثل ومخرج أمريكي بدأ مسيرته الفنية سنة 1963. امتدت مسيرته الفنية لأكثر من 37 عاما. من أعماله لقاءات قريبة من النوع الثالث.

## روابط خارجية
- روبرت برويلز على موقع IMDb (الإنجليزية)
- روبرت برويلز على موقع أول موفي (الإنجليزية)
- روبرت برويلز على موقع قاعدة بيانات الفيلم (الإنجليزية)